# Vignoble de Catalogne
Le vignoble de Catalogne est une région viticole espagnole correspondant à la communauté autonome de Catalogne. Le vignoble de la Catalogne française appartient au vignoble du Languedoc-Roussillon.
Il doit sa variété à son relief très contrasté, créant de nombreux climats locaux. Ce large éventail se retrouve dans les vins. Outre le cava à la notoriété établie par ses volumes et son succès à l'exportation, ce vignoble produit des vins secs blancs, rosés et rouge, mais aussi des vins doux naturels.

## Histoire

### Antiquité

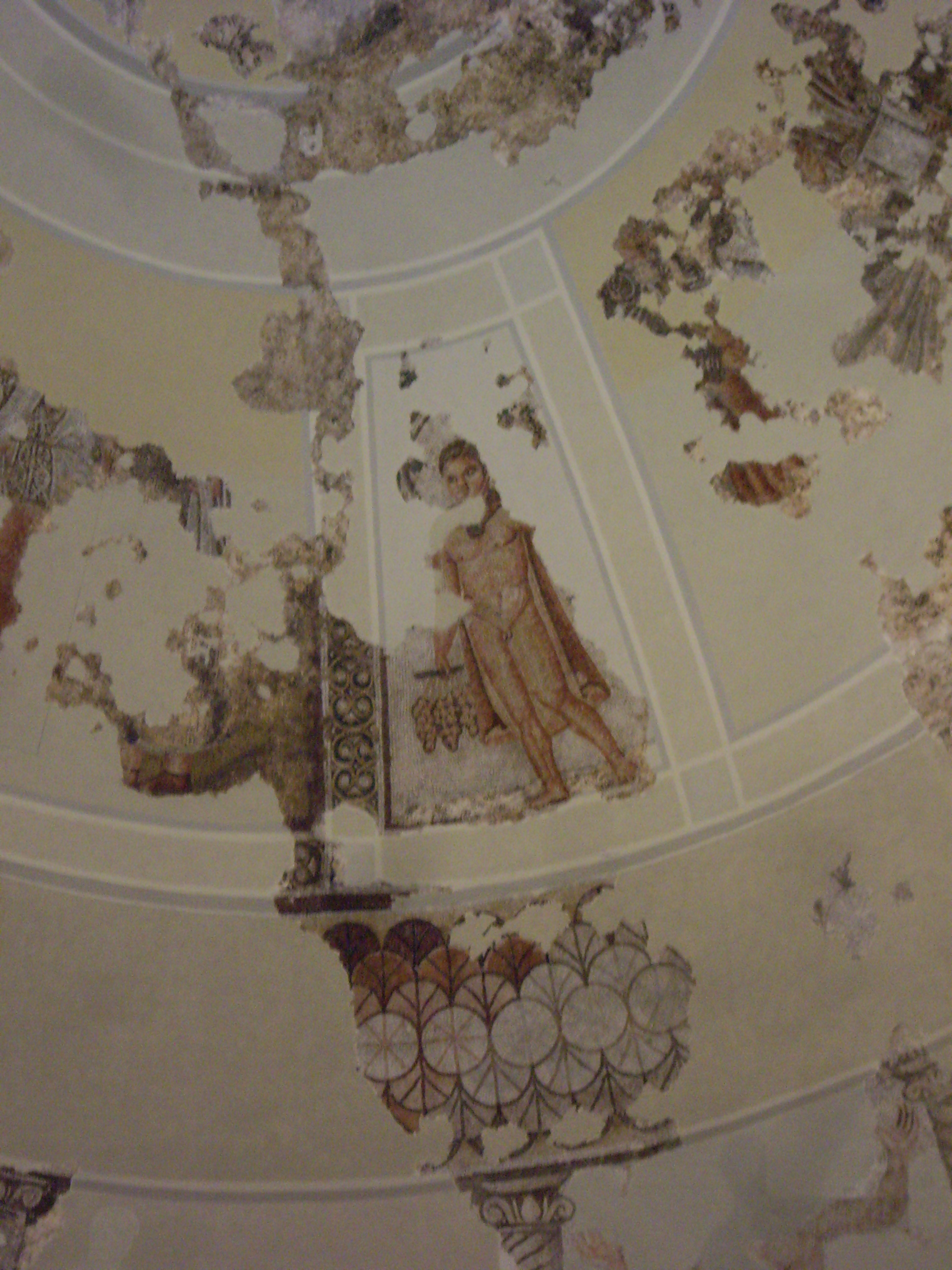
Porteur de raisin sur un vestige romain de Tarragone.

La viticulture est très ancienne en Catalogne. La vigne y fut introduite il y a 3 000 ans par les Grecs et les Phéniciens. Le commerce du vin s'y est ensuite développé grâce à la paix romaine. Les navires de commerce venaient charger dans le port de Tarragone. Cette ville était capitale de la Tarraconaise, province romaine qui englobait tout le nord de l'Espagne actuelle.

### Moyen Âge
Durant la conquête musulmane de la péninsule Ibérique, la Catalogne est incluse dans les vastes domaines d'Al-Andalus. 
Lorsque les chrétiens reprennent le pouvoir après la conquête de Charlemagne, elle est incluse dans la marche d'Espagne et de Gothie. Cet épisode sera important pour la viticulture, puisque ce sont les monastères qui vont développer la culture de la vigne. Les moines adoptent de nouvelles techniques qui sont à l'origine de la tradition viticole de la région.

### Époque moderne et contemporaine
Au XIXe siècle, la profession se structure suivant un mode industriel. Les viticulteurs produisent du raisin qu'ils vendent à des caves coopératives ou des bodegas. Cette organisation favorise la production de masse, permettant de disposer de gros volumes à la commercialisation, notamment pour l'exportation. 
Depuis la fin du XXe siècle, un retour vers de petits domaines privés s'est amorcé.

## La géographie

### Situation
La Catalogne est située au nord-est de l'Espagne, frontalière de la France et bordée à l'est par la mer Méditerranée. Elle est traversée par l'Ebre, un fleuve qui accède à la mer par un delta.

### Géologie et orographie

Carte du relief

La Catalogne est séparée de la France au nord, par le massif pyrénéen. Les hauts sommets de la partie ouest s'atténuent vers l'est, mais les pentes sont fortes et la plongée dans la mer est abrupte. Cette zone abrite le vignoble d'empordà. 
Une cordillère sépare le littoral marin et une zone dépressionnaire centrale drainée par le Sègre. La cordillère littorale catalane n'étant pas linéaire, elle ménage des zones peu élevées entourées de montagnes. Ces zones sont abritées des effets climatiques violents et bénéficient encore de l'effet modérateur de l'inertie thermique de la mer à travers le vent marin ; elles offrent un climat local particulièrement propice à une viticulture de qualité.
Le relief est utilisé avec profit pour l'élaboration de vins blancs aromatiques. La culture de la vigne jusqu'à 800 mètres d'altitude donne une fraîcheur qui influence directement la conservation d'une acidité rafraîchissante et la synthèse d'arômes fins et légers, par opposition aux vins lourds dus aux raisin mûris plus vite.

### Climatologie

Carte climatique de Catalogne

La Catalogne bénéficie d'un climat méditerranéen global. Dans le détail, le relief crée des influences locales fortes, entrainant un variabilité des climats importante. 
Le nord-ouest a une influence réellement montagnarde à cause de son altitude. La vigne n'y est quasi pas implantée.
Le nord-est est dominé par les vents. La Tramontane en particulier éloigne les maladies cryptogamiques par son effet asséchant et rafraichissant. Son action s'accompagne souvent d'effet de foehn ; c'est le cas du vignoble d'empordà, derrière le relief des Pyrénées. C'est un climat particulièrement bien adapté à la viticulture, permettant à la fois d'y cultiver des raisins destinés à des vins secs équilibrés, et des vins doux naturels.
La zone ouest-centrale, éloignée de la mer, subit une influence continentale. Les vins sont forts en alcool et marqués par la surmaturité. 
La zone littorale sud, est franchement méditerranéenne, subissant peu d'influence majeure. (il existe toutefois des microclimats de vallée ou d'exposition) Toutefois, le relief de la cordillère littorale influe en bloquant le vent marin et son action : apport d'humidité et réduction des amplitudes thermiques quotidiennes. Elle permet l'élaboration de vins blancs de grande qualité qu'ils soient tranquilles ou effervescents.

## Le vignoble

### Encépagement
Les cépages rouges combinent une tradition séculaire avec des cépages régionaux : grenache N, lledoner pelut N, mourvèdre N, carignan N..., mais depuis la fin du XXe siècle, des cépages exogènes, principalement français ont été introduits : cabernet sauvignon N, merlot N, pinot noir N ou syrah N.
Pour les cépages blancs, l'histoire est sensiblement la même : des cépages régionaux traditionnels (macabeu B, parellada B, xarel-lo B...) ont été rejoints par des cépages français : chardonnay B, sauvignon B ou chenin B.

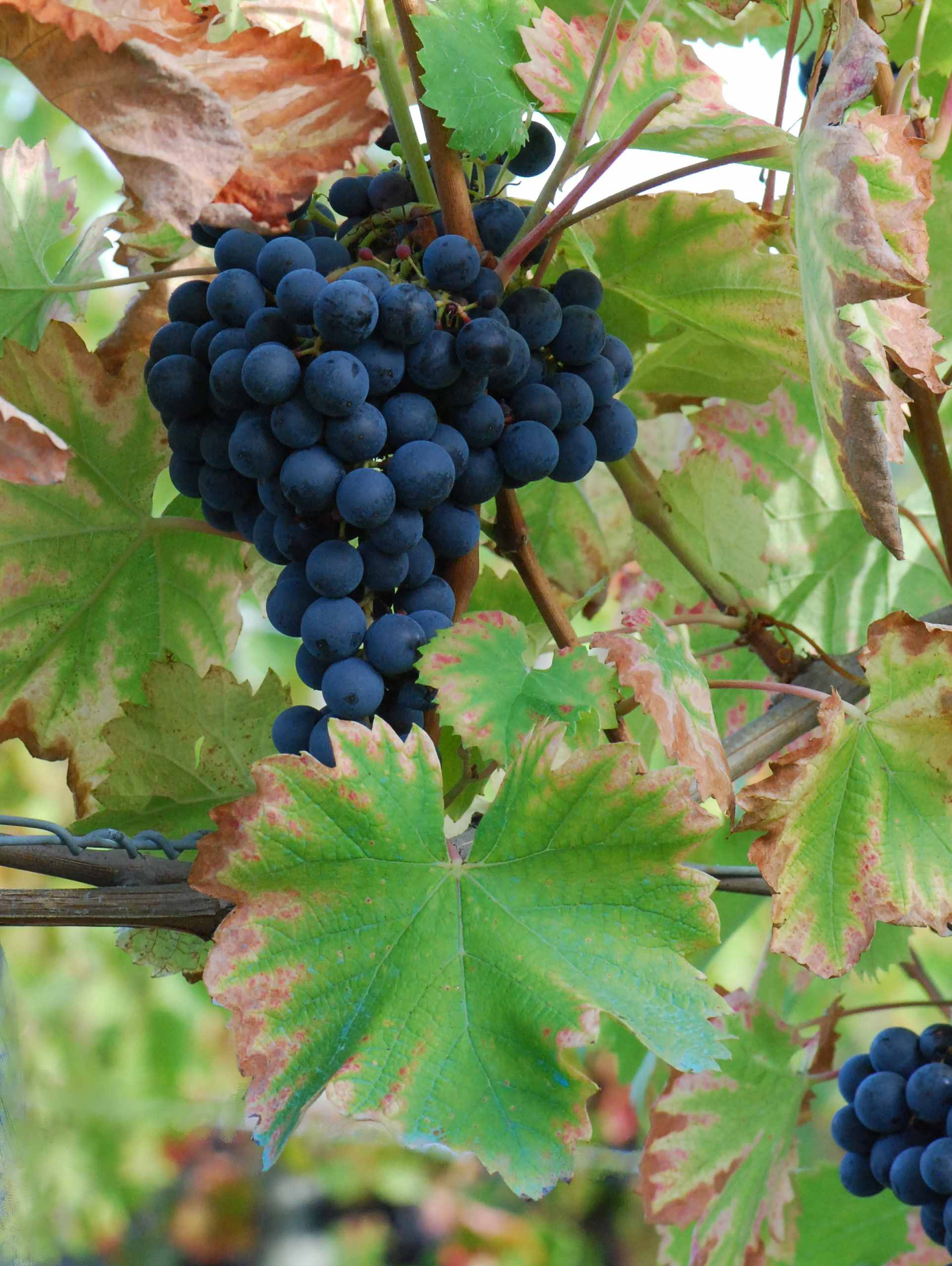
Mourvèdre N
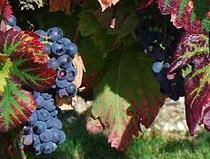
Carignan N
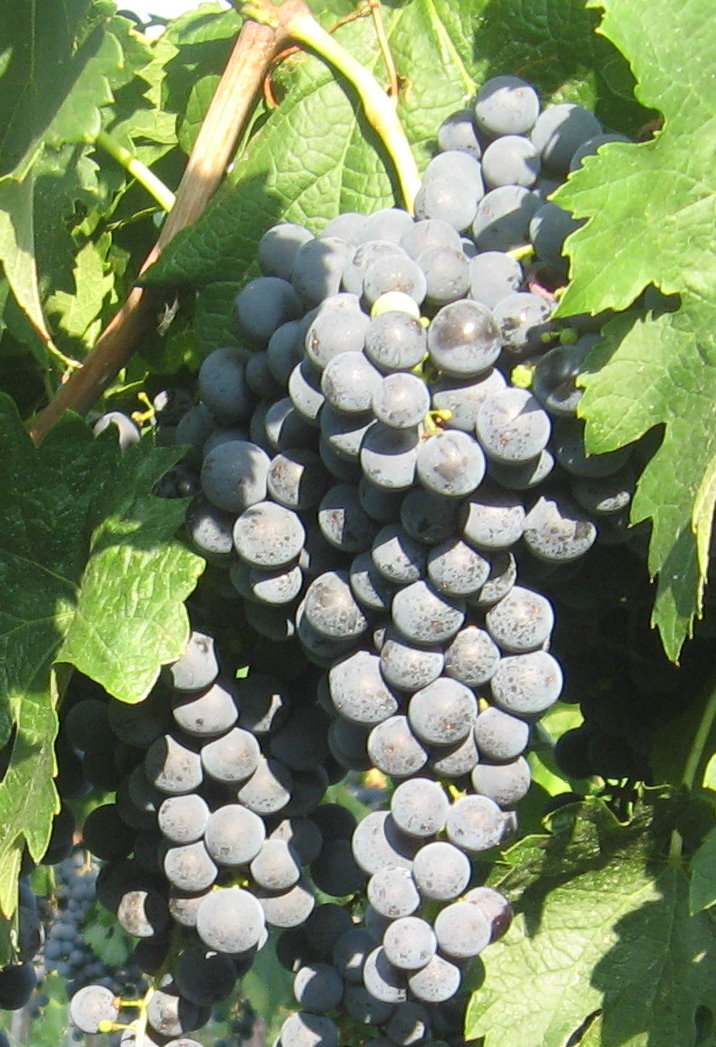
Merlot N
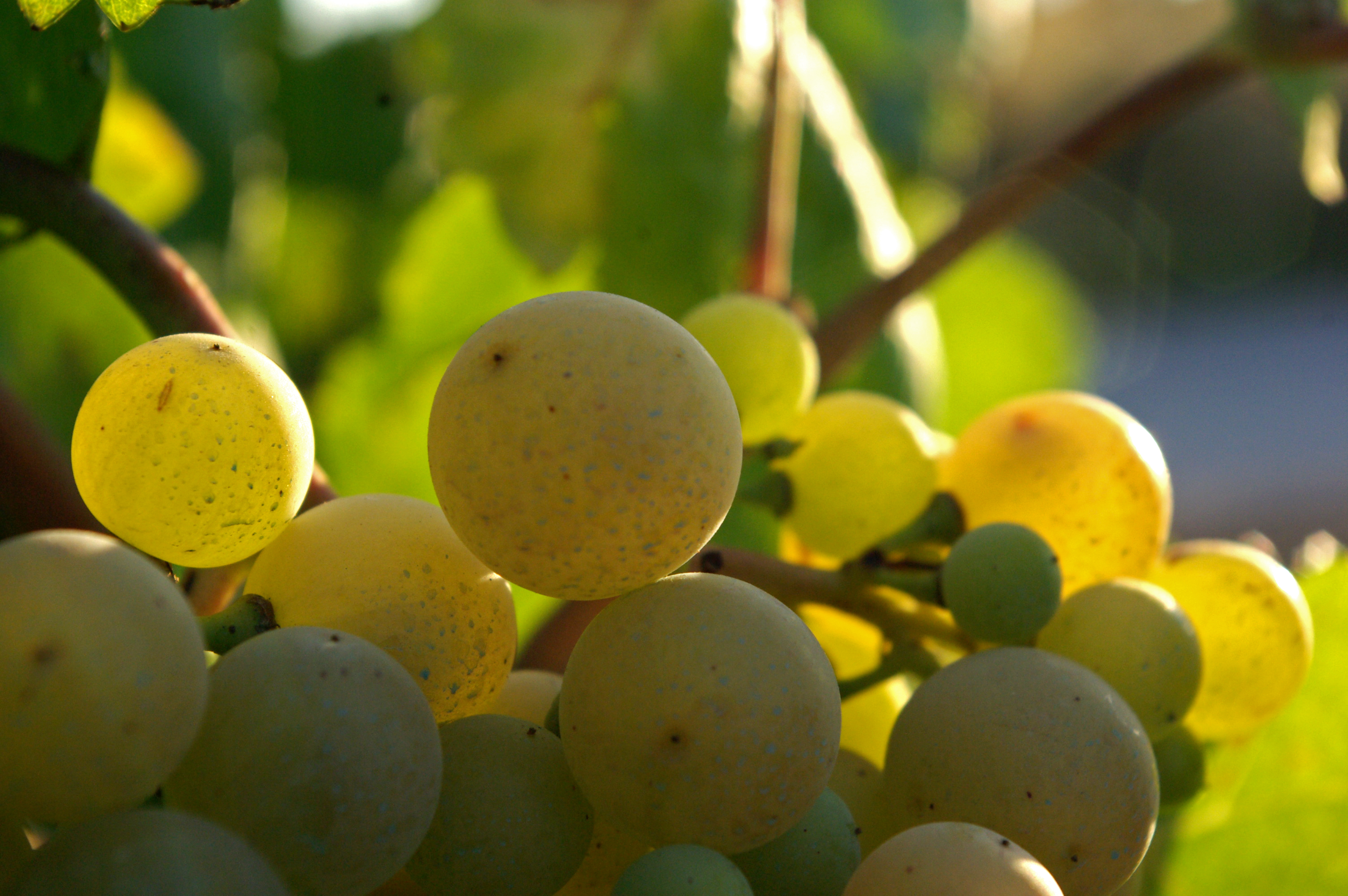
Xarel-lo B
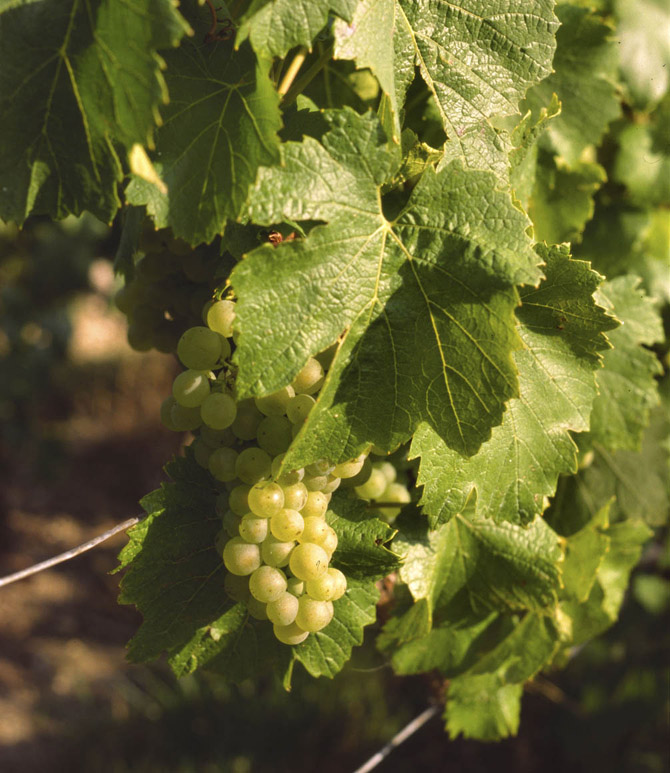
Chardonnay B

### Appellations
L'orthographe reprend arbitrairement celle du catalan, parfois un peu différente de l'espagnol, notamment au niveau de l'accentuation. 
- Alella
- Empordà
- Catalunya
- Cava
- Conca de Barberà
- Costers del Segre
- Montsant
- Penedès
- Pla de Bages
- Priorat
- Tarragona
- Terra Alta

## Données économiques

Communes de plus de 50 hectares de vigne.

Le vignoble de Catalogne a connu une grande restructuration. La surface a diminué de 88 404 hectares en 1988 à 61 405 hectares en 2005, pendant que la production est passée de 2 699 100 hectolitres en 1989 à 3 232 740 hectolitres de moyenne entre 1999 et 2003. Cette métamorphose s'est en partie faite en abandonnant une partie des vignes en terrasse, coûteuses à entretenir. Le vignoble est essentiellement concentré sur les provinces de Barcelone et Tarragone qui représentent à elles deux 84 % du vignoble.

## Aspect culturel

### Architecture
La Catalogne, patrie d'Antoni Gaudí, a donné un engouement pour le modernisme qui n'a pas épargné l'architecture vinicole. Lluís Domènech i Montaner a réalisé le chai de la coopérative de L'Espluga de Francolí. 

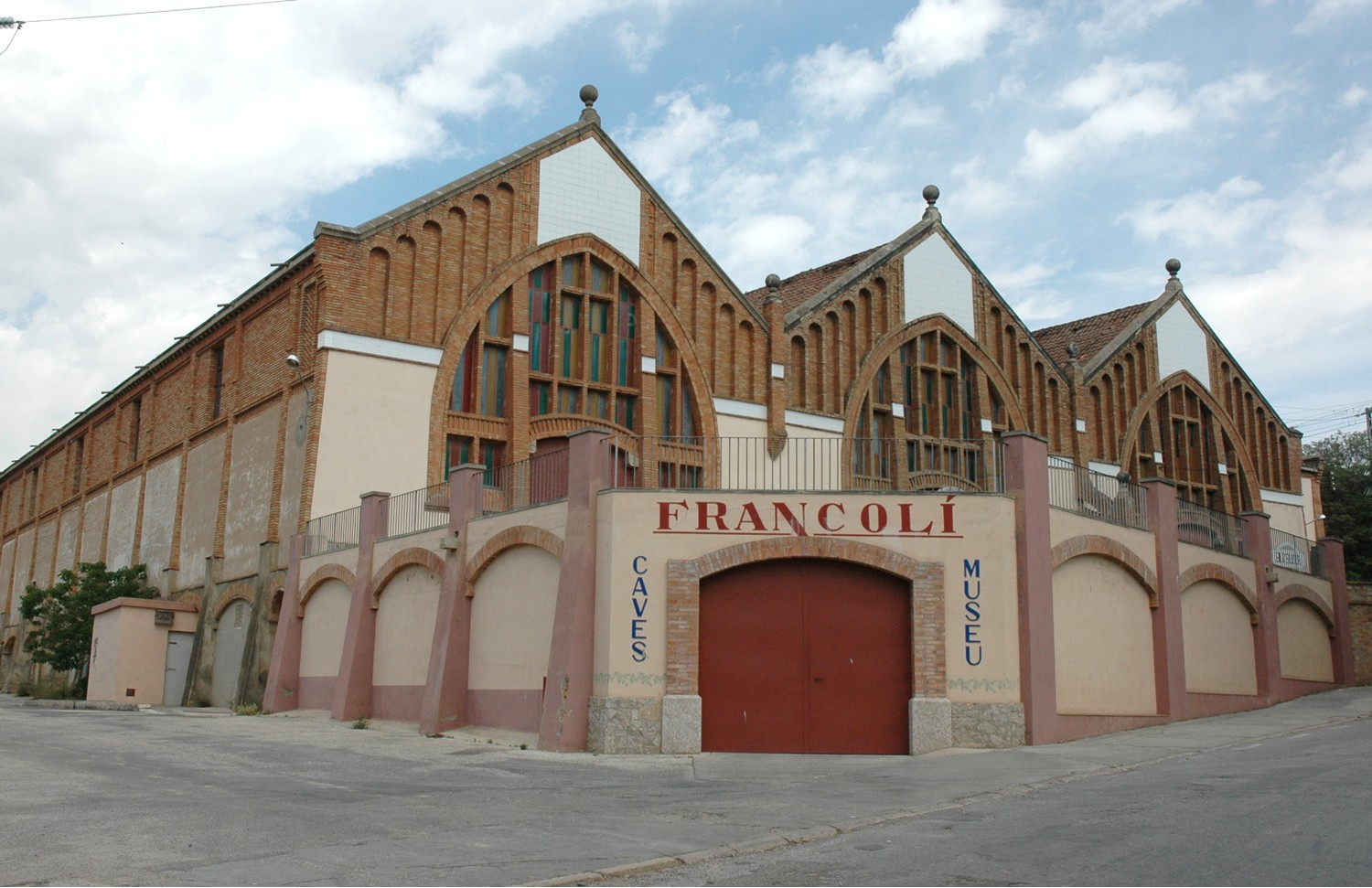
Extérieur de la coopérative de L'Espluga de Francoli.
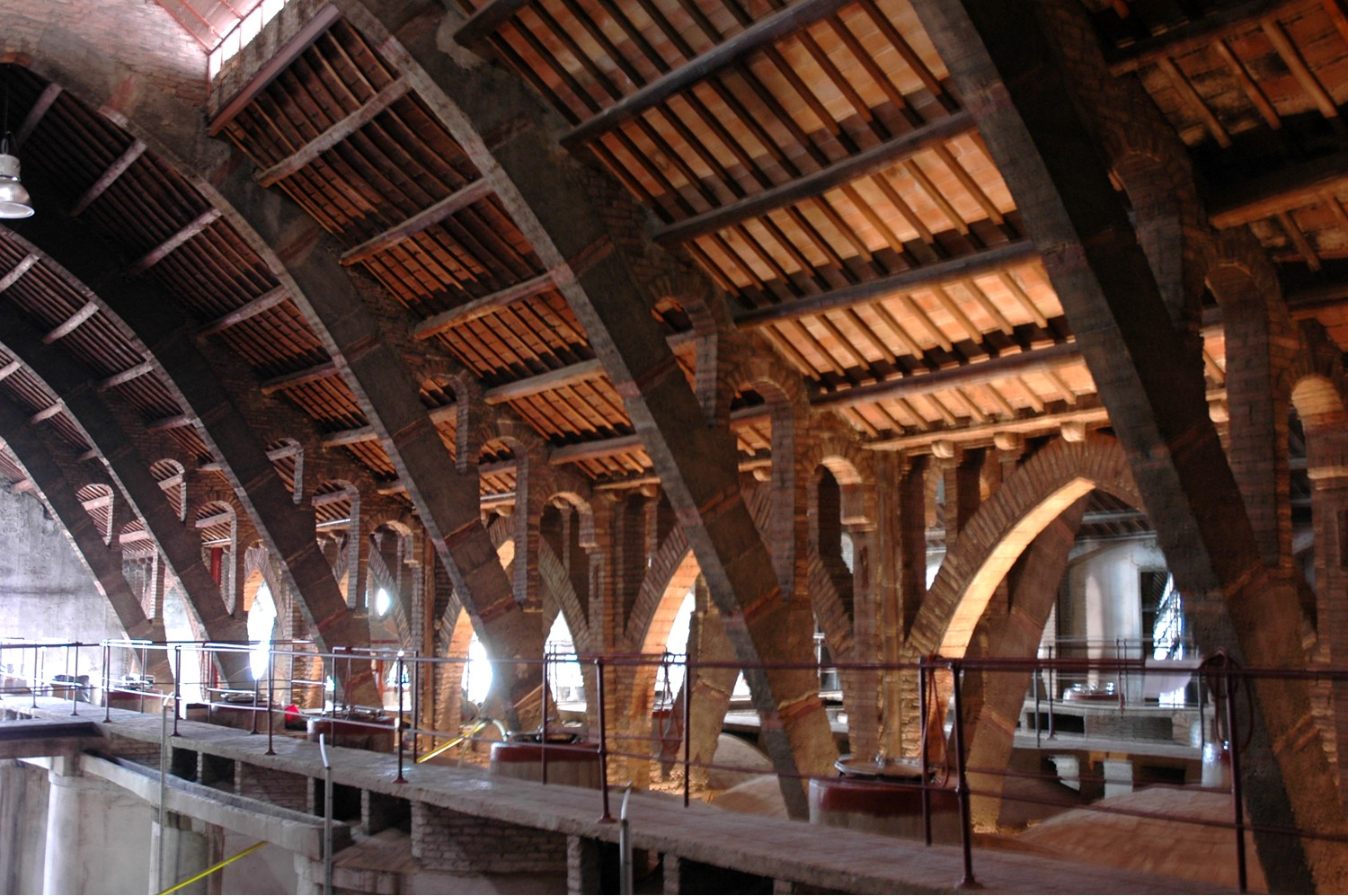
Intérieur
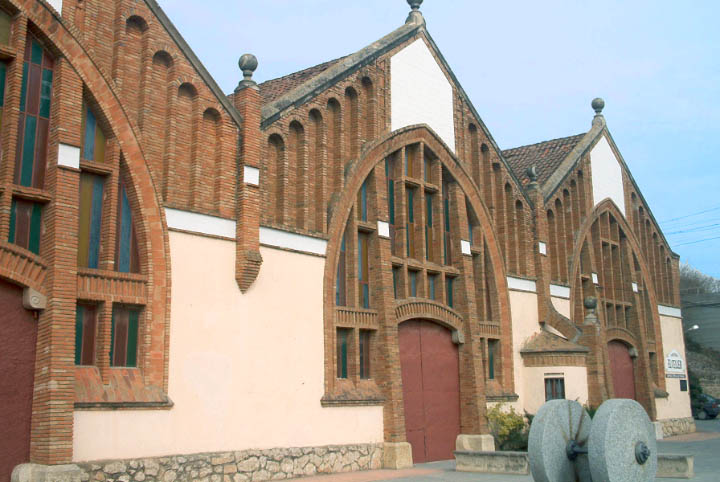
Façade

Cèsar Martinell i Brunet (ca), (1888-1973), quant à lui, a réalisé plusieurs édifices. Il fut élève de Gaudí et sa marque de fabrique est une ossature de béton rappelant les églises gothiques et revêtue de briques apparentes. Ses caves coopératives de Gandesa et El Pinell de Brai ont même été surnommées « cathédrales du vin ».

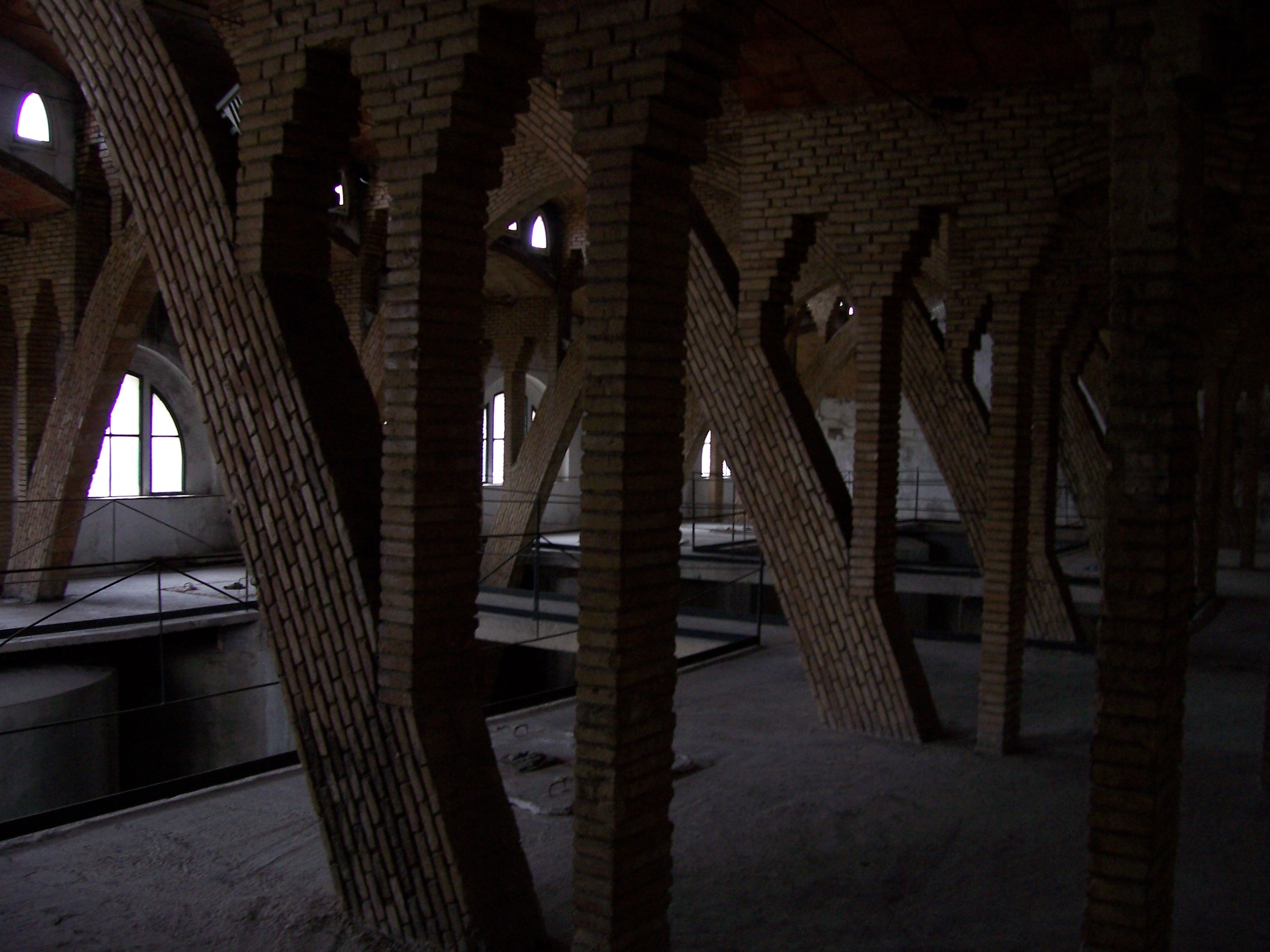
Coopérative de Gandesa.
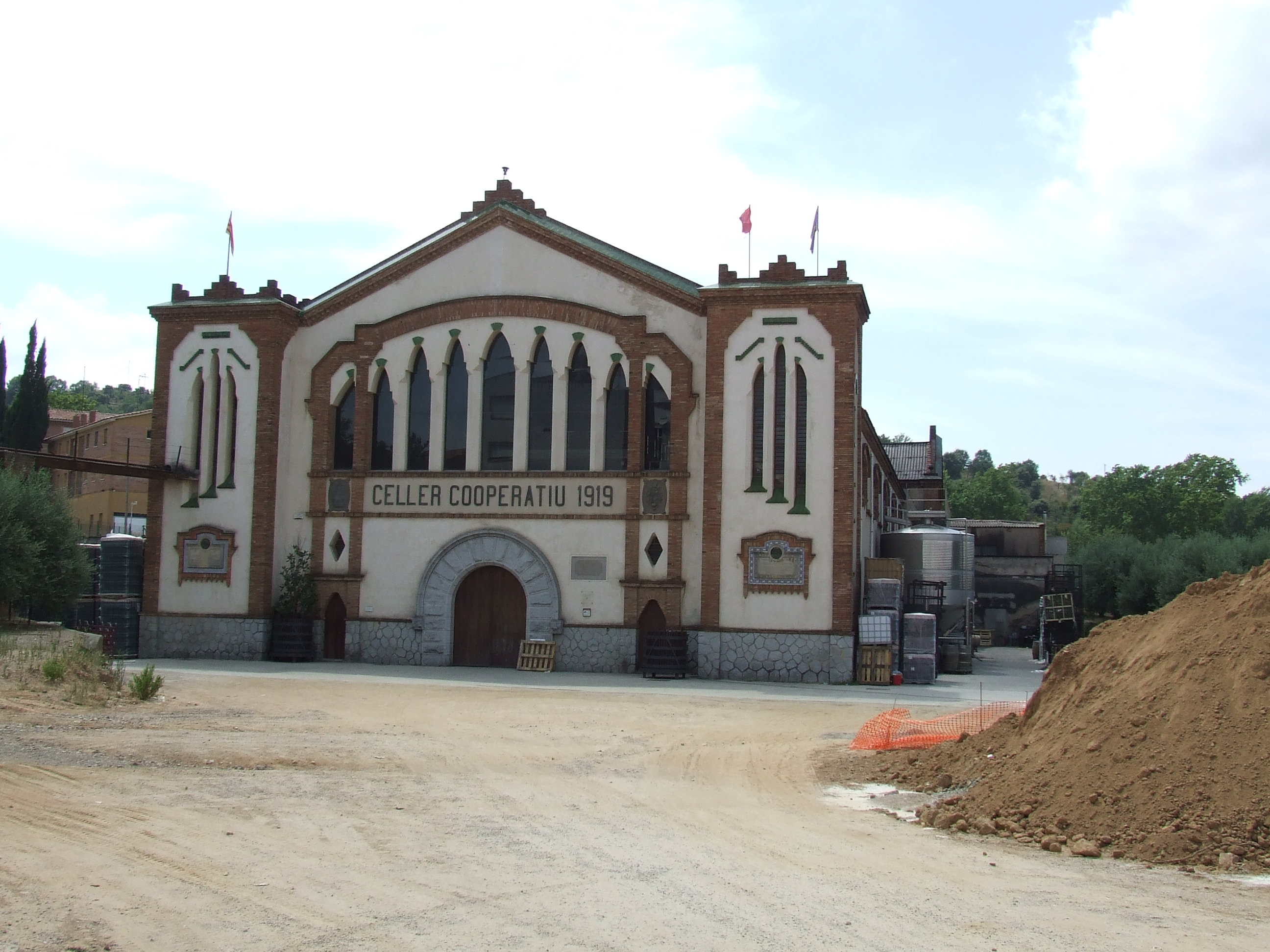
Coopérative de Falset.
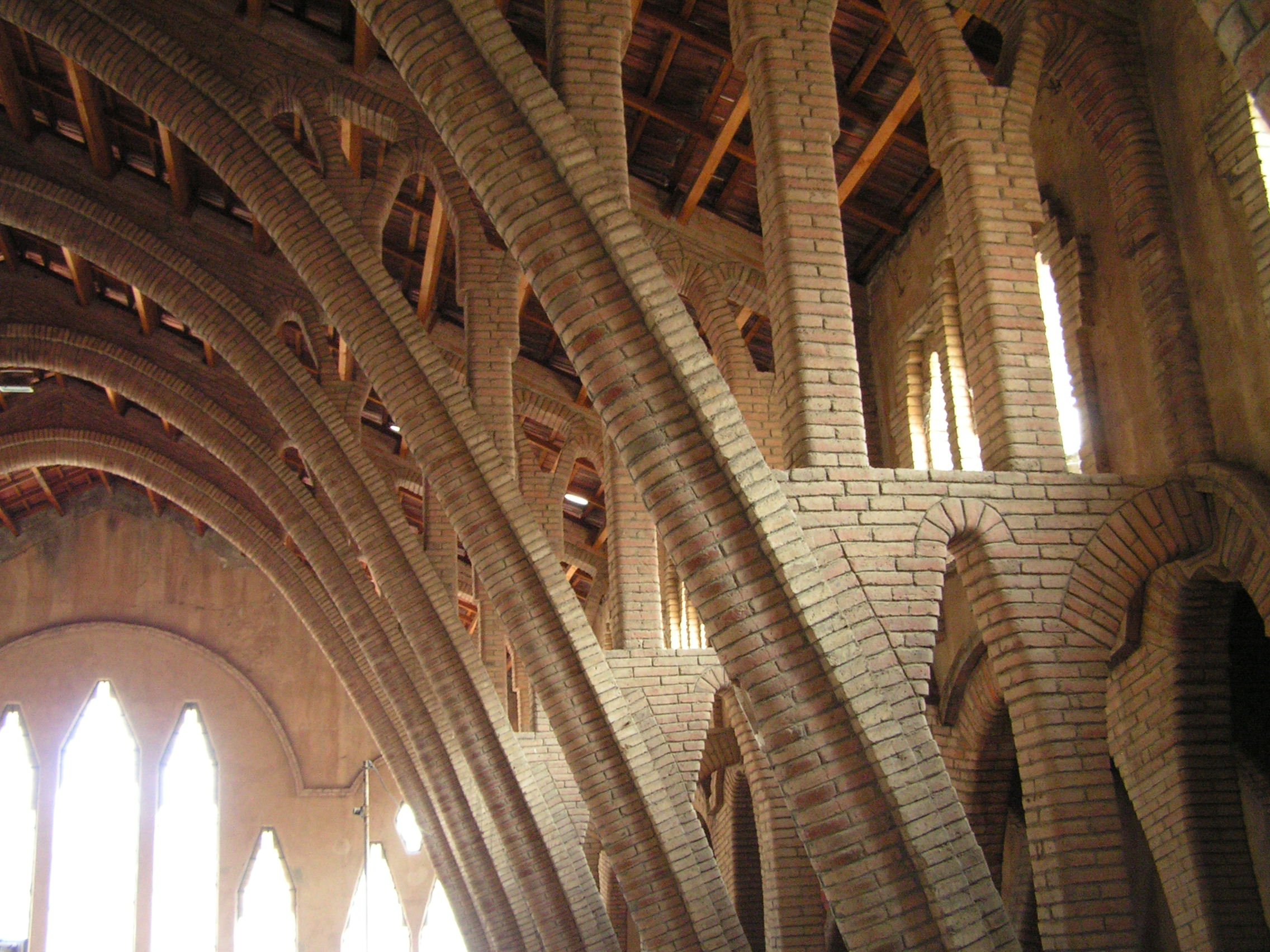
Coopérative de El Pinell de Brai.
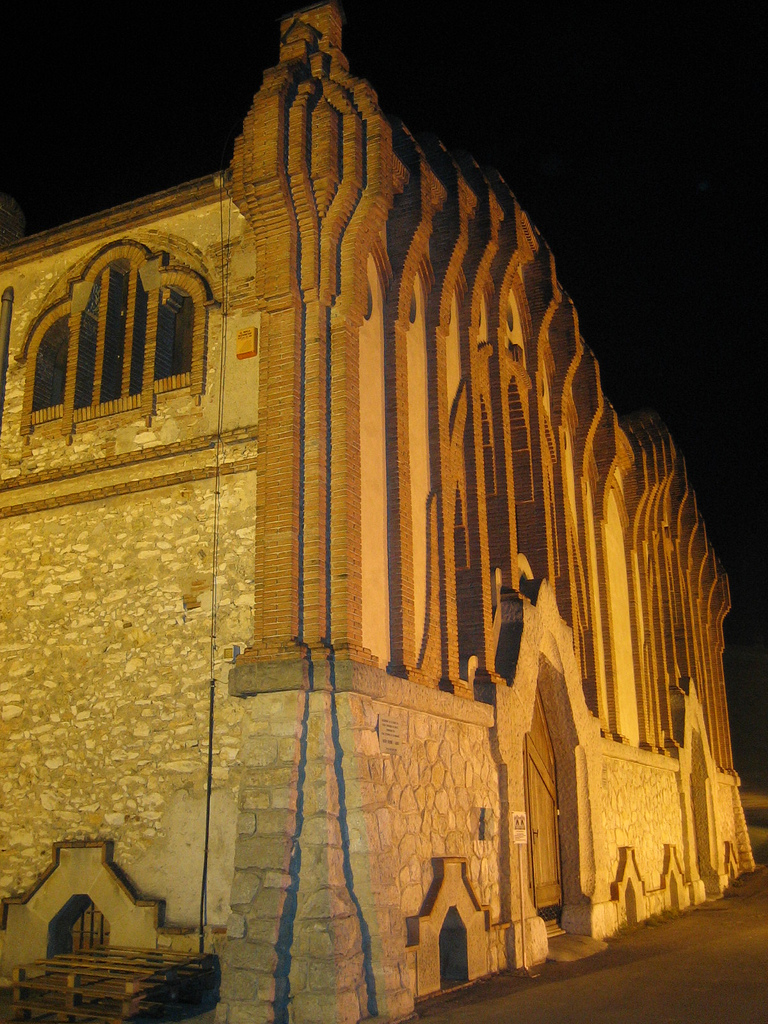
Coopérative de Nulles.
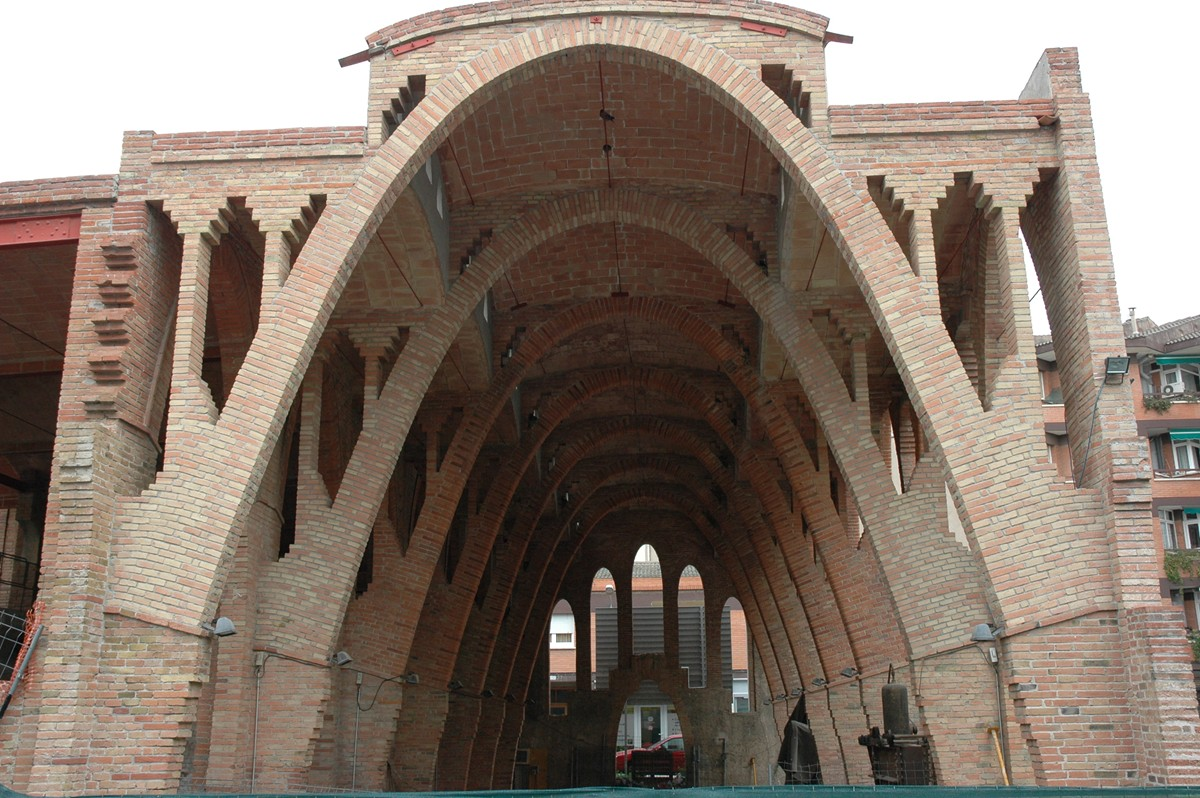
Cave de Sant Cugat del Vallès.

Des bâtiments anciens ou plus récents perpétuent une image de l'art allié au fonctionnel. Ce mouvement architectural régional a même opéré outre-frontière, en Roussillon (Catalogne française). La cave Byrrh, à Thuir, possède un chai dont la charpente a été réalisée par les ateliers Gustave Eiffel.

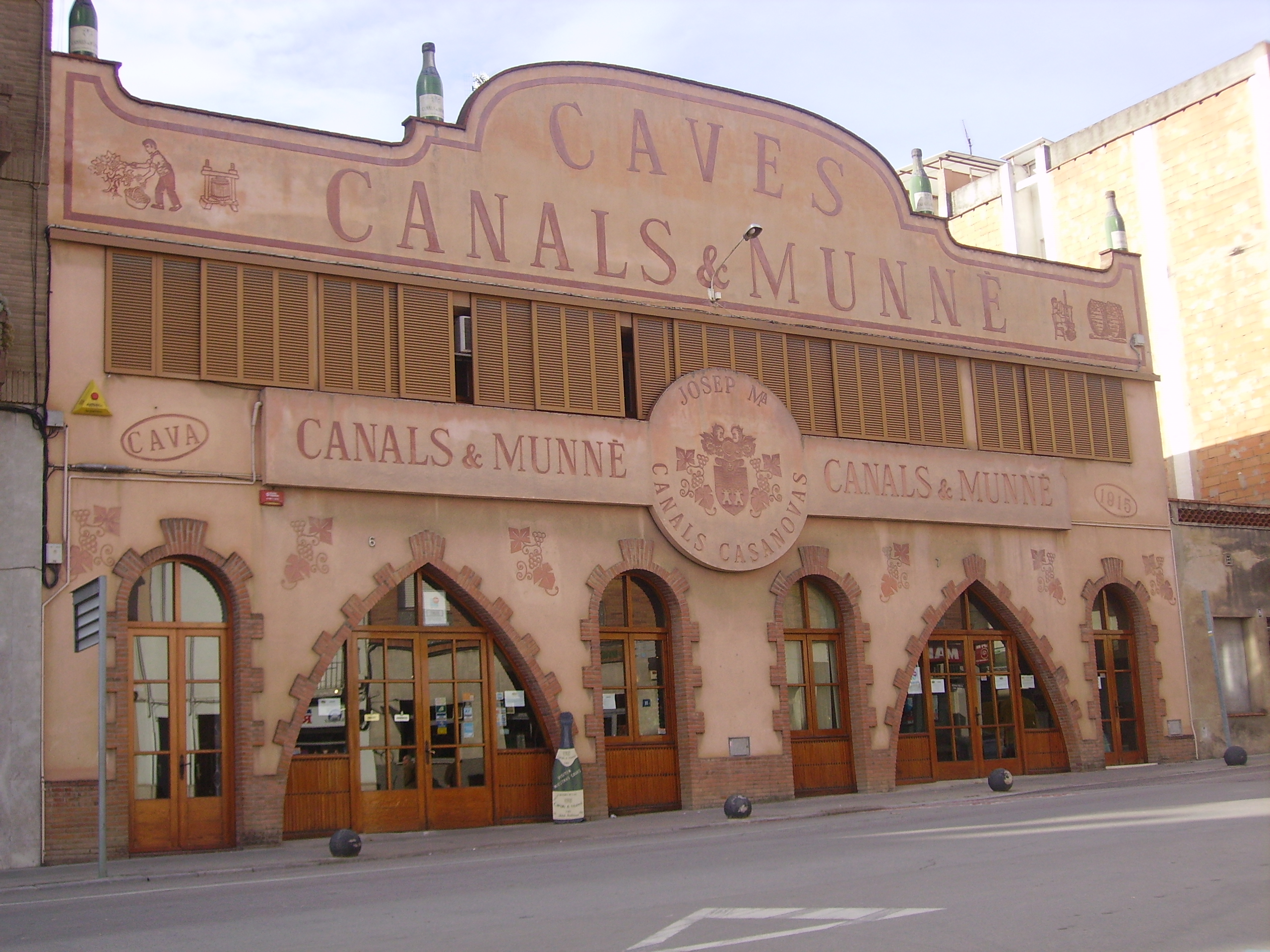
Cave Canals Munné à Sant Sadurní d'Anoia.
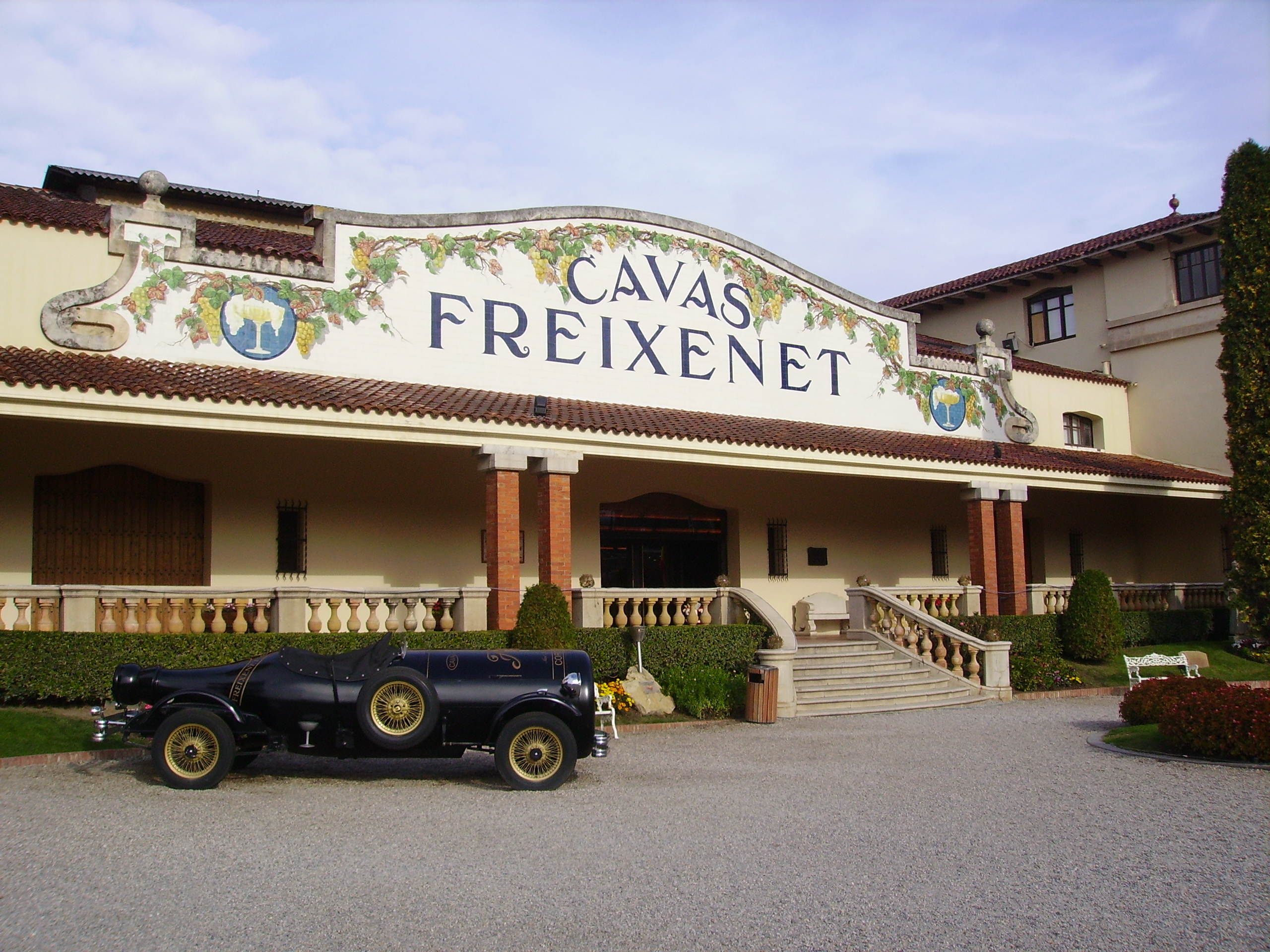
Freixenet à Sant Sadurní d'Anoia.
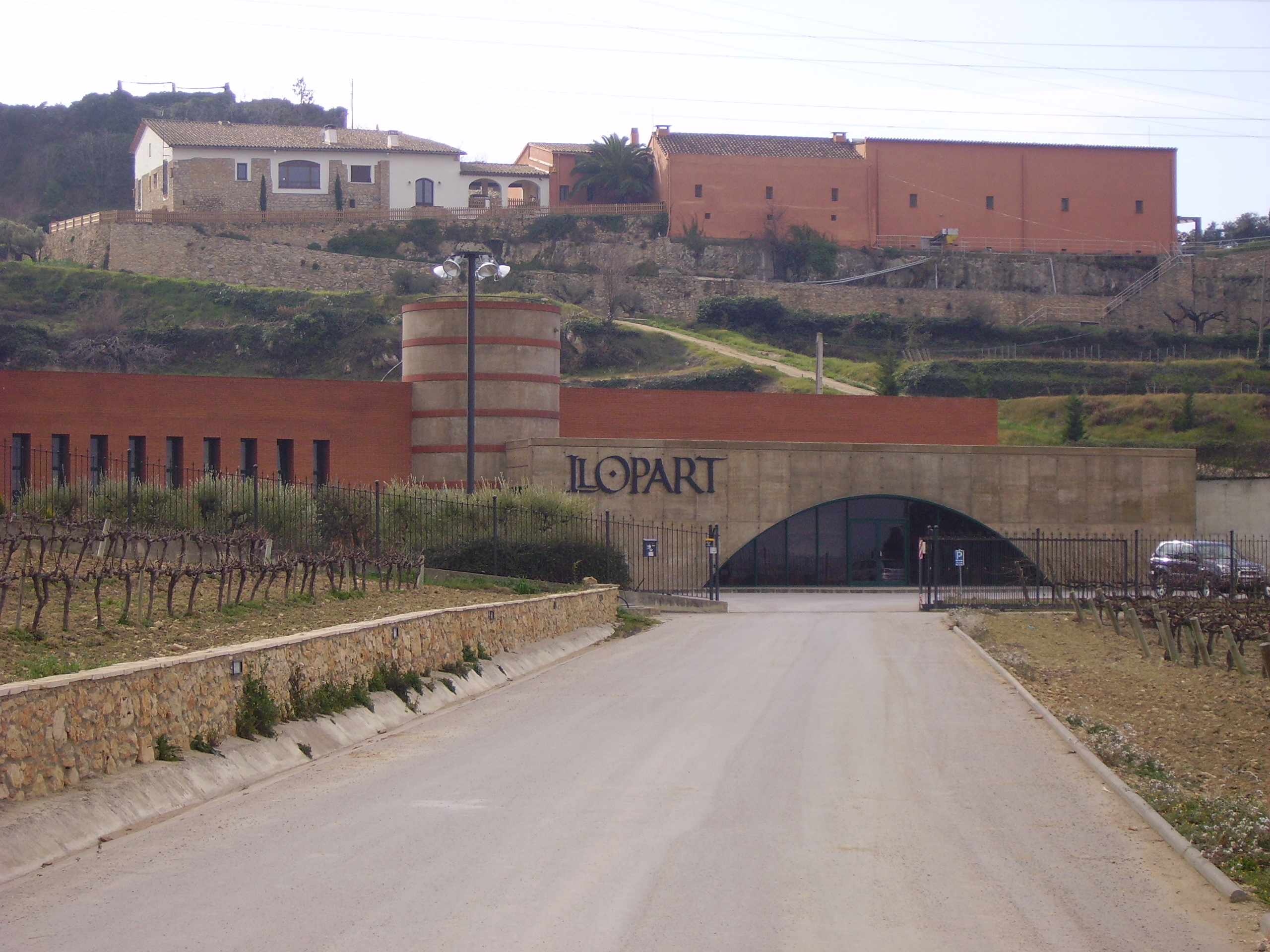
Cave Llopart de Subirats.
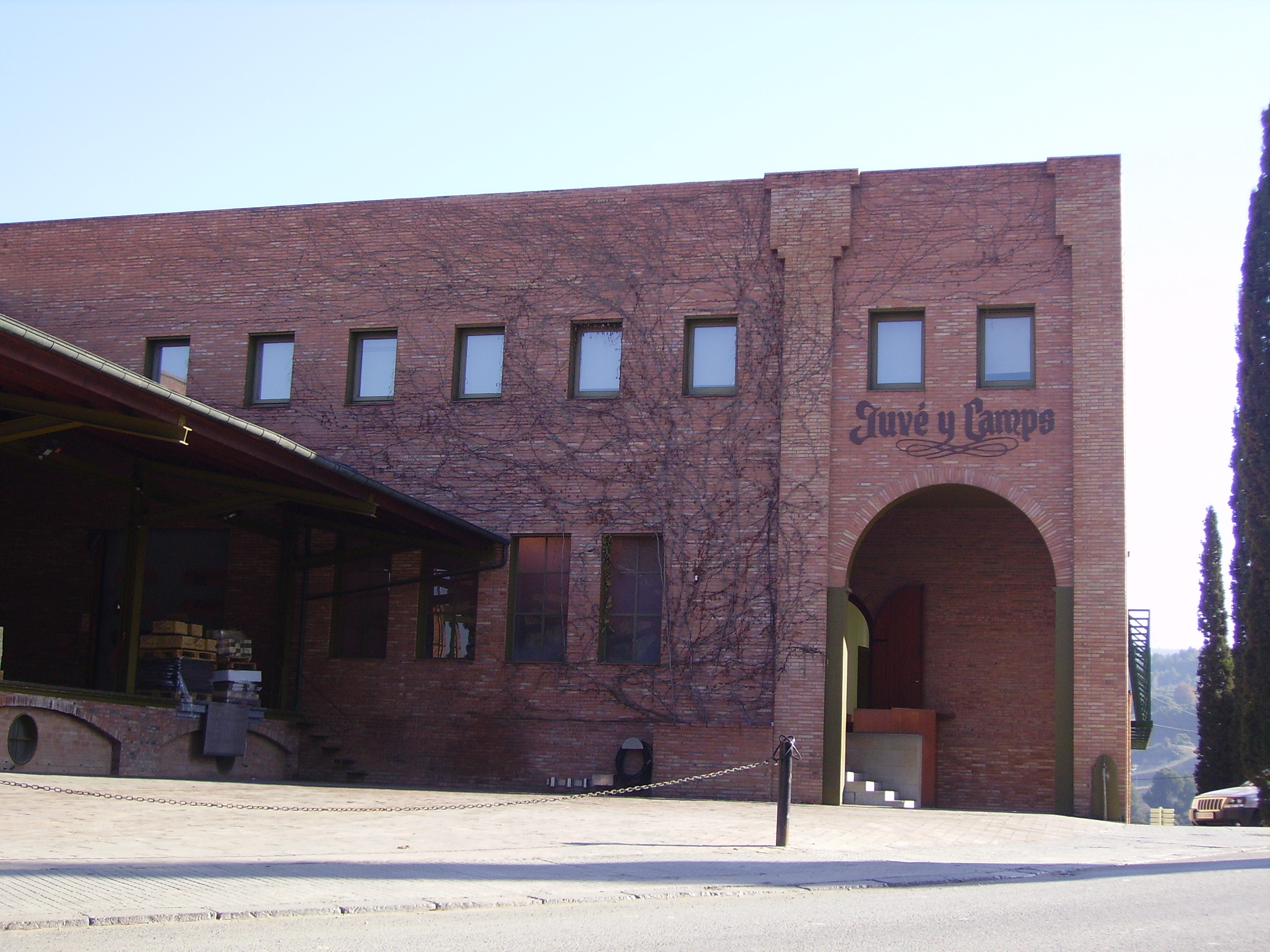
Juvé y Camps à Sant Sadurní d'Anoia.
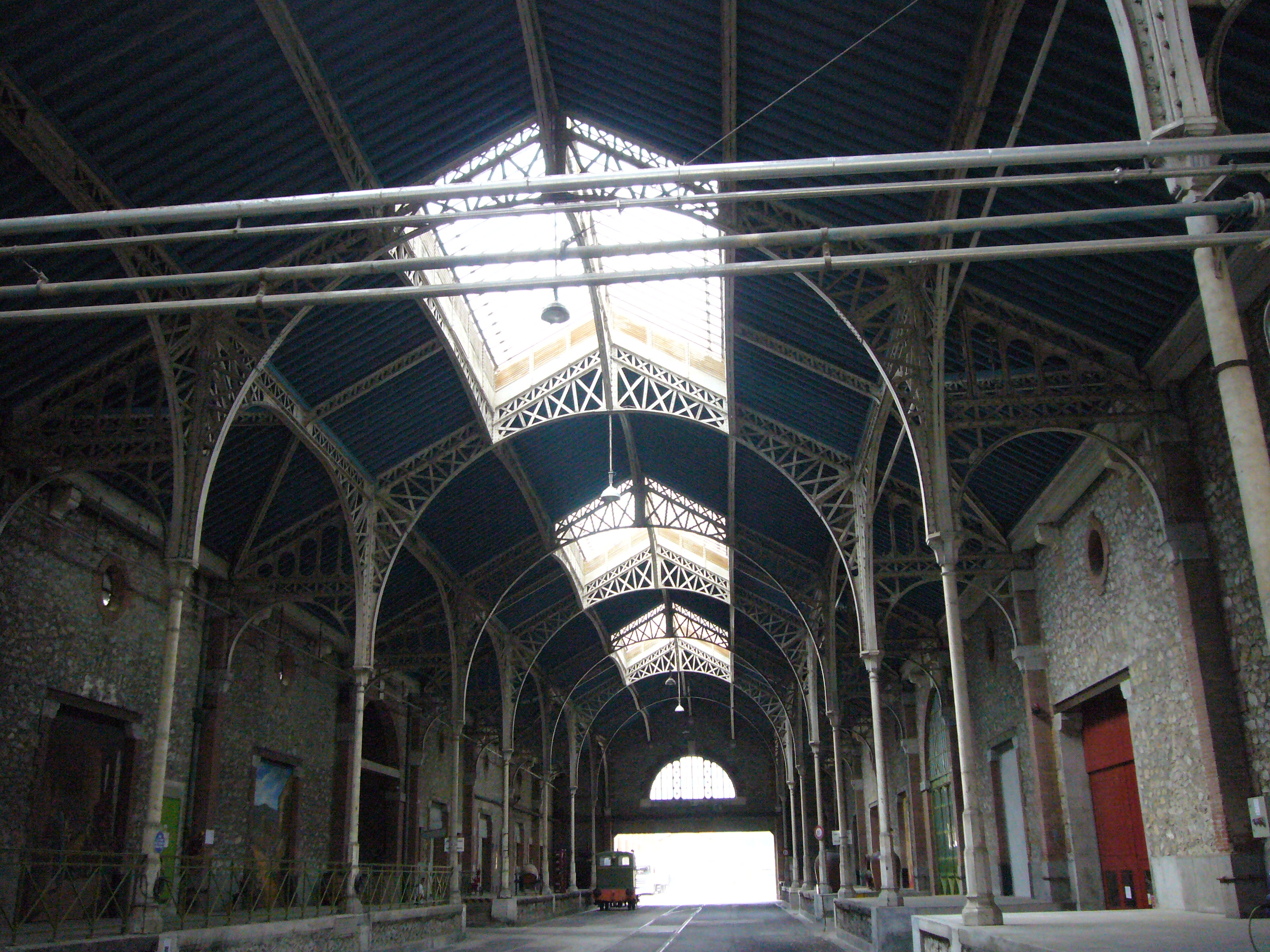
Chai à charpente Eiffel à Thuir.